# Ютака Катаяма
Ютака Катаяма (на японски език – 片山豊), рождено име Ютака Аох, познат и като Mr. K, е японски автомобилен дизайнер и бизнесмен, първият президент на американския филиал Nissan Motor Corporation U.S.A. на японската автомобилна компания „Нисан“.
Наричан „Бащата на Z-серията“, Катаяма е създал Z моделите на Датсун/Нисан, най-известни от които са Датсун 510 и Датсун 510Z.

## Кратка биография
Роден е в префектура Шидзуока, Япония, 2-рото от общо 4 деца на местния бизнесмен Асох, чийто род е с широки корени в Япония и в Тайван.
Докато живее в Тайван, младият Ютака се разболява от малария и е изпратен при дядо си по бащина линия, който е богат земевладелец в префектура Сайтама, за да се възстанови и да посещава местно училище. Преди да се запише за студент, заминава за САЩ през 1929 година.
ПРез това време работи като корабен служител и помощник-касиер на товарния кораб London Maru, превозващ товар сурова коприна към Виктория и Ванкувър (провинция Британска Колумбия, Канада) и 20 пътици за Сиатъл, САЩ. По обратния път в продължение на 4 месеца пътува из северозападната част на Тихия океан с кораба, натоварен с дървен материал.
През 1935 г. завършва Университета „Кейо“ в Токио, след което започва работа в „Нисан“. През 1937 г. се жени за Масако Катаяма, като решава да приеме нейното фамилно име, тъй като тя няма братя, а той има още 2 братя в семейството си, познати с фамилното им име Асох.
През 1939 г., по време на Втората световна война, е изпратен да надзирава завода на „Нисан“ в Японската марионетна държава Манджоугуо, но по-късно е отзован обратно в Япония през 1941 година. До края на войната през 1945 г. отказва да се върне в Манджоугуо. Катаяма по-късно разказва, че благодарение на това си решение оцелява във войната.
Той се заминава за САЩ през 1960 г., когато „Нисан“ го изпраща да направи проучване на пазара, след което отново се завръща в Япония и убеждава компанията да създаде дъщерна компания в Съединените щати.
През 1970 г. представя модела Датсун 240Z на управата на „Нисан“, който компанията първоначално иска да бъде наречен с името „Fairlady“. Напуска Америка през 1975 г. и се завръща в Япония.
Включен е в американската „Автомобилна зала на славата“ на 13 октомври 1998 година, най-вече заради създадените от него култови модели Датсун 510 и 240Z. В японската „Автомобилна зала на славата“ е включен през 2008 година.